# Пет породица
Пет породица су пет главних италијанско-америчких мафијашких породица из Њујорка. Ове породице доминирају организованим криминалом у САД још од 1931. године. Чине их Лућезе, Бонано, Гамбино, Ђеновезе и Коломбо.

## Имена
Имена пет открио је доушник Џо Валачи. После његовог хапшења 1959, добијена су имена четири боса: Гаетано Лукезе, Вито Ђеновезе, Карло Гамбино и Џо Бонано. Пету породицу је 1959 предводио Џо Профачи, а шездесетих водио Џозеф Коломбо.

## Садашњи босови
- Породица Ђеновезе: Дени Лео
- Породица Гамбино: Питер Готи
- Породица Лукезе: Виктор Вик Амусо
- Породица Коломбо: Кармајн Џуниор Персико
- Породица Бонано: Винсент Азаро

## Територије
Пет породица углавном воде операције у њујоршким областима Менхетну, Бруклину, Квинсу, Бронксу, Статен Ајланду и северном Њу Џерзију.